# Karel Urbánek
Karel Urbánek (nascido em 22 de março de 1941 em Bojkovice, Morávia) é um político checo aposentado. Ele foi o último líder comunista da Checoslováquia durante a Revolução de Veludo, entre novembro e dezembro de 1989.
Um antigo gerente da estação ferroviária de Bojkovice, que substituiu Miloš Jakeš como secretário-geral do Partido Comunista da Checoslováquia após uma eleição rápida em 24 de novembro de 1989. A única decisão importante que fez durante o seu curto mandato foi cancelar a cláusula da Constituição que deu ao Partido Comunista um monopólio de poder.